# Jens Kirkegaard
Jens Kirkegaard (Dinamarca, 1 de junio de 1889-Randers, Dinamarca, 20 de abril de 1966) fue un gimnasta artístico danés, subcampeón olímpico en Estocolmo 1912 en el concurso por equipos "sistema sueco".

## Carrera deportiva
En las Olimpiadas celebradas en Estocolmo (Suecia) en 1912 consigue la plata en el concurso por equipos "sistema sueco", quedando situados en el podio tras los suecos (oro) y por delante de los noruegos (bronce), y siendo sus compañeros de equipo los gimnastas: Valdemar Bøggild, Søren Peter Christensen, Ingvald Eriksen, George Falcke, Torkild Garp, Hans Trier Hansen, Johannes Hansen, Rasmus Hansen, Jens Kristian Jensen, Søren Alfred Jensen, Karl Kirk, Peter Andersen, Olaf Kjems, Carl Larsen, Jens Peter Laursen, Marius Lefèrve, Povl Mark, Einar Olsen, Hans Pedersen, Hans Eiler Pedersen, Olaf Pedersen, Peder Larsen Pedersen, Aksel Sørensen, Martin Thau, Søren Thorborg, Kristen Vadgaard y Johannes Vinther.